# Innung

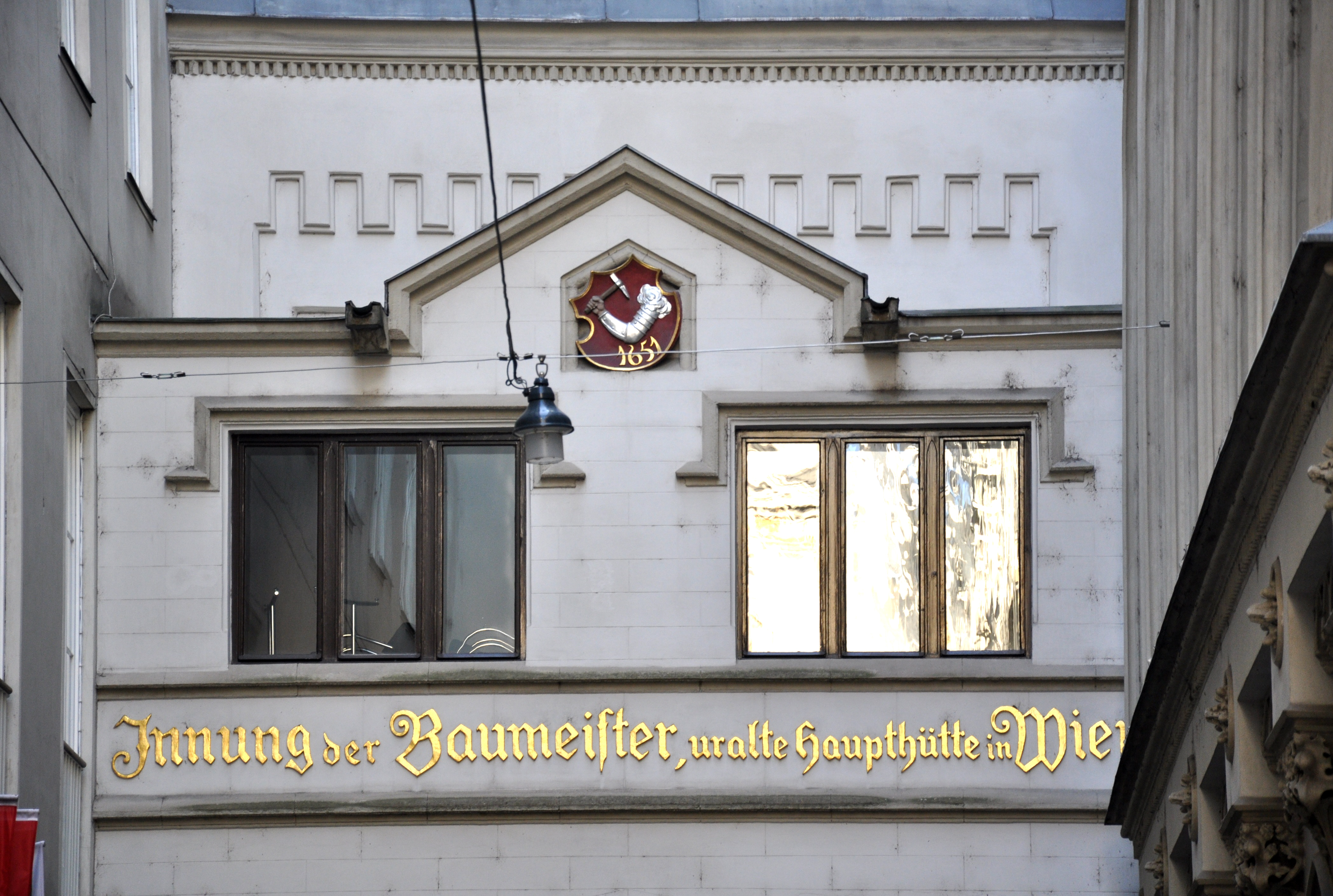
Innung der Baumeister in Wien, uralte Haupthütte

Eine Innung ist in Deutschland und Österreich die Interessenvertretung von Personen einer Berufssparte (Installateure, Bäcker usw.), die Inhaber eines Handwerkbetriebs sind. Sie ist auf lokaler bzw. regionaler Ebene organisiert, meist für eine Großstadt oder einen Landkreis. In ihr schließen sich selbstständige Handwerker des gleichen oder ähnlichen Handwerks zusammen, um ihre gemeinsamen geschäftlichen Interessen zu fördern. Innungen sind die Nachfolger der Zünfte.

## Deutschland

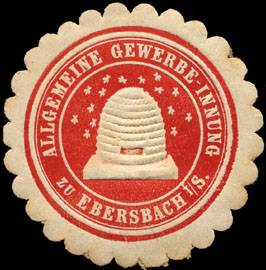
Siegelmarke Allgemeine Gewerbe-Innung zu Ebersbach i. S.

Fahnenweihe der Bäckerinnung Clausthal-Zellerfeld (1912)

Nach der deutschen Reichsgründung 1871 entstanden hier zahlreiche Innungen. Nach der Machtergreifung des NS-Regimes wurden sie – etwa 1935 – gleichgeschaltet: sie wurden unselbständige Teilverbände des RIV (Reichsinnungsverband). 
Die Mitgliedschaft in einer deutschen Innung ist freiwillig; dagegen ist die Mitgliedschaft in der Handwerkskammer für Handwerker obligatorisch. In Deutschland gibt es gegenwärtig etwa 7000 verschiedene Innungen.
Die wesentlichen Aufgaben der Innung nach der Handwerksordnung (Gesetz zur Ordnung des Handwerks) sind:
- Förderung der gemeinsamen gewerblichen Interessen ihrer Mitglieder
- Pflege des Gemeingeistes und der Berufsehre sowie Förderung eines guten Verhältnisses zwischen Meistern, Gesellen und Lehrlingen
- Bildung von Prüfungsausschüssen und Abnahme von Gesellenprüfungen nach § 33 Handwerksordnung im Auftrag der Handwerkskammer.
- Förderung des handwerklichen Könnens der Meister und Gesellen (z. B. durch Fachschulen oder Lehrgänge)
- Erstellung von Gutachten und Auskünfte über Angelegenheiten der in ihr organisierten Handwerke
- Vermittlung bei Streitigkeiten zwischen Mitgliedern und ihren Auftraggebern.

Die Rechtsform der Innungen ist die einer Körperschaft des öffentlichen Rechts. Sie stehen unter der Rechtsaufsicht der jeweiligen Handwerkskammern.
Die Innungen eines Stadt- oder Landkreises oder innerhalb eines anderen von der zuständigen Handwerkskammer zugelassenen Bereiches bilden die Kreishandwerkerschaft. Innungen, welche keine eigene Geschäftsstelle einrichten, können die Geschäftsführung der jeweils zuständigen Kreishandwerkerschaft übertragen.
 Vorstandsvorsitzender der Innung ist der Obermeister, dessen Stellvertreter der stv. Obermeister. Eine weitere wichtige Funktion in der Innung sowie deren Vorstand bekleidet der Beauftragte für Bildung (früher Lehrlingswart). Er fungiert problemlösend als Bindeglied zwischen den Lehrlingen/Auszubildenden und den ausbildenden Betrieben eines Gewerkes. Eine Innung bildet zahlreiche Ausschüsse, wie z. B. den Gesellenprüfungsausschuss, der das gesamte Gesellenprüfungswesen im jeweiligen Innungsbereich regelt, oder etwa den Berufsbildungsausschuss, der die Politik in Bildungsfragen eines bestimmten Gewerkes im Wesentlichen mitbestimmt. Ferner gibt es einen Fachbeirat, der für alle fachlichen Fragen als kompetente Anlaufstelle dienen soll, einen Wirtschaftsausschuss und diverse (Streit-)Schlichtungsausschüsse.
Die Innungen eines oder mehrerer Bundesländer und eines Handwerks können sich zu Landesinnungsverbänden zusammenschließen; an ihrer Spitze steht der Landesinnungsmeister. Diese Verbände sind juristische Personen des Privatrechts und haben meist die Rechtsform eines eingetragenen Vereins. Die Dachorganisationen der Innungen auf Bundesebene sind die Bundesinnungsverbände bzw. Zentralfachverbände, die sich durch Zusammenschluss von Innungen und möglicherweise bestehenden Landesinnungsverbänden bilden können. Der Unternehmerverband Deutsches Handwerk (UDH) als Zusammenschluss der Zentralfachverbände wiederum ist der bundesweite Arbeitgeberverband des Handwerks in Deutschland (siehe auch Deutscher Handwerkskammertag).

## Österreich
Innung ist in Österreich eine veraltete Bezeichnung für Fachgruppen und Fachverbände der jeweiligen Sparten in Gewerbe und Handwerk innerhalb der Wirtschaftskammern auf Bundes- und Landesebene. Ihre Aufgabe ist die Wahrung und Vertretung der fachlichen Interessen ihrer Mitglieder. Die Mitgliedschaft in der jeweiligen Fachgruppe (Innung) ist eine Pflichtmitgliedschaft. Sowohl die Wirtschaftskammer auf Bundes- und Landesebene als auch die Fachgruppen auf Bundes- und Landesebene sind von der Rechtsform her jeweils eine Körperschaft des öffentlichen Rechts. Wirtschaftlich verwandte Berufszweige können in dieser Fachorganisationsordnung zusammengefasst werden.